# ماكس رايميلت
ماكس رايميلت (بالألمانية: Max Riemelt )‏ (و. 1984  م) هو ممثل، وممثل أفلام، من ألمانيا، ولد في برلين.

## وصلات خارجية
- ماكس رايميلت على موقع IMDb (الإنجليزية)
- ماكس رايميلت على موقع روتن توميتوز (الإنجليزية)
- ماكس رايميلت على موقع مونزينجر (الألمانية)
- ماكس رايميلت على موقع قاعدة بيانات الأفلام العربية
- ماكس رايميلت على موقع ألو سيني (الفرنسية)
- ماكس رايميلت على موقع أول موفي (الإنجليزية)
- ماكس رايميلت على موقع قاعدة بيانات الأفلام السويدية (السويدية)
- ماكس رايميلت على موقع قاعدة بيانات الفيلم (الإنجليزية)
- ماكس رايميلت على موقع كينوبويسك (الروسية)